# Мадона деле Розе (Бергамо)
Мадона деле Розе је насеље у Италији у округу Бергамо, региону Ломбардија.
Према процени из 2011. у насељу је живело 45 становника. Насеље се налази на надморској висини од 245 м.